# Burgus Máriakálnok-Országúti-dűlő

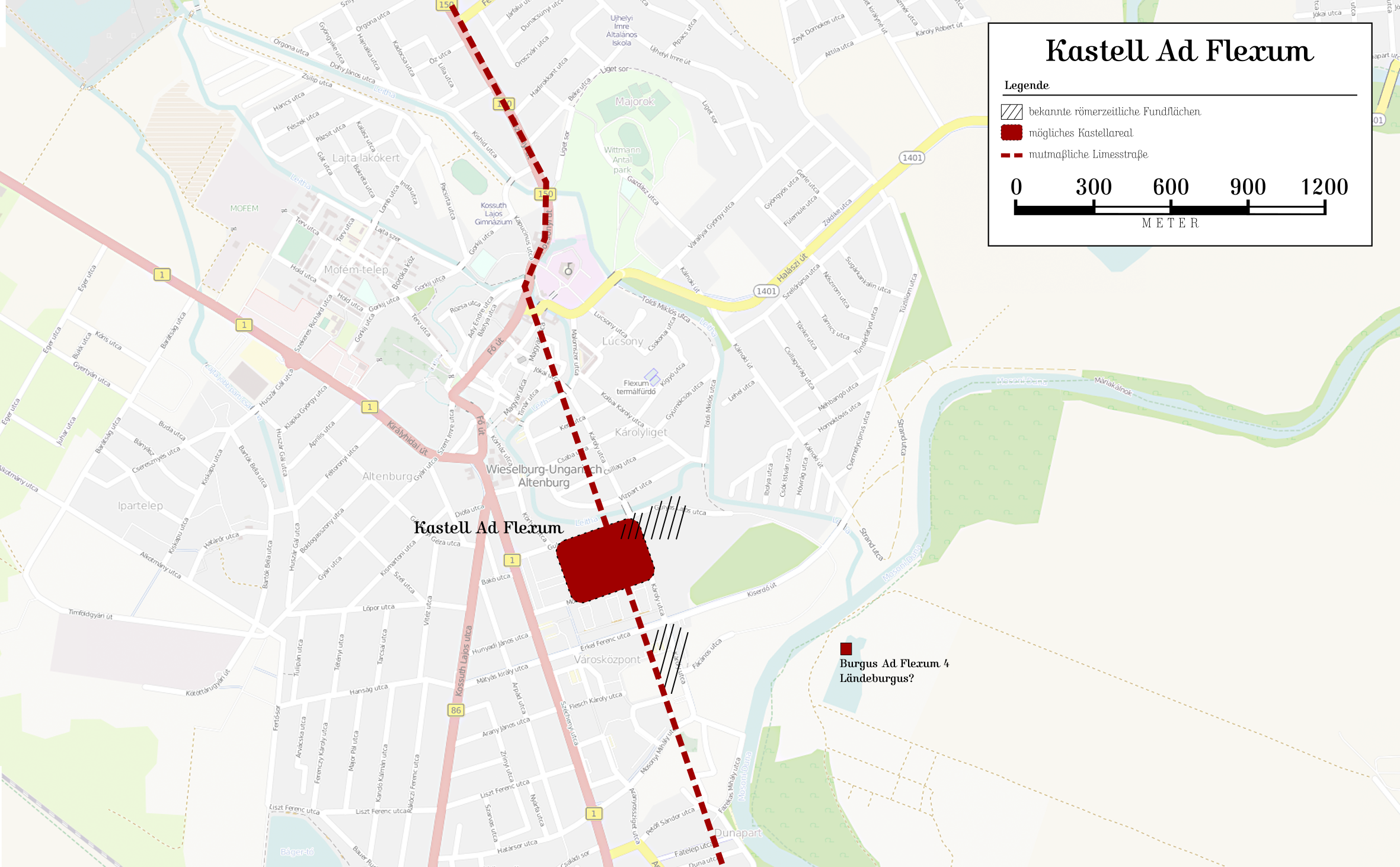
Die Lage des Burgus zum Kastell Ad Flexum

Der Burgus Máriakálnok-Országúti-dűlő (Burgus Gahling-Straßenäcker) war möglicherweise ein spätantiker römischer Ländeburgus am Limes Pannonicus, der zur Grenzsicherung an der Donau errichtet wurde. Der Strom bildete in weiten Abschnitten die römische Reichsgrenze. Die teilweise ergrabenen und in sehr geringen Resten erhaltenen Baustrukturen befinden sich heute in Ungarn nahe der Kleinen Donau (auch: Wieselburger Donauarm) an einem Fischweiher im Ortsteil Országúti-dűlő in der Gemeinde Máriakálnok (Gahling) südöstlich der Stadt Mosonmagyaróvár (Wieselburg), dem Standort des Kastells Ad Flexum.

## Lage und Forschungsgeschichte
Die Landschaft am Burgus Ad Flexum hat sich südlich von Mosonmagyaróvár seit der Antike stetig verändert. Die Ursache hierfür bildet die Donau, die sich immer wieder neue Wege durch das Land gesucht hat und mit ihrem Geschiebe und den Hochwässern die Flora und Fauna durch die Ausprägung immer neuer Flussschleifen beeinflusste. Später hat der Mensch die natürliche Topographie stark überprägt. Die Baureste befinden sich an einem Fischweiher, der nahe am linken Ufer der Kleinen Donau liegt. Die Kleine Donau ist ein weitgehend natürlich verlaufender Nebenarm des nordöstlich liegenden Hauptstroms. Sie bildet weit ausladende Mäander und umgrenzt mit dem Hauptstrom eine große, von zahlreichen Altarmen durchzogene Flussinsel. Der heute von Privathäusern umstandene Weiher entstand durch Kiesabbau. Erst im späten 20. Jahrhundert wurde diese Kiesgrube geschlossen. Unmittelbar nördlich der Fundstelle mündet die aus Nordwesten kommende Leitha in die Kleinen Donau.
In den 1930er Jahren wurden die Baureste erstmals bei Arbeiten in der Kiesgrube entdeckt. 1970, während der Zeit des Kiesabbaus durch die Landwirtschaftliche Produktionsgenossenschaft Dózsa, untersuchte der Archäologe Rezsõ Pusztai (1926–2004) das Areal. Zu seinen Mitarbeitern zählten Péter Tomka und Eszter Szőny. Später unternahm Géza Szabó eine unterwasserarchäologische Erkundung. Der Fundplatz lag in der historischen Flur Straßenäcker (heute: Flur Országút).
Ein rund zwei Meter langer, mächtiger Mauerabschnitt kann am Westufer des Fischteiches besichtigt werden. Weitere Mauerreste sind im klaren Wasser erkennbar.

## Baugeschichte

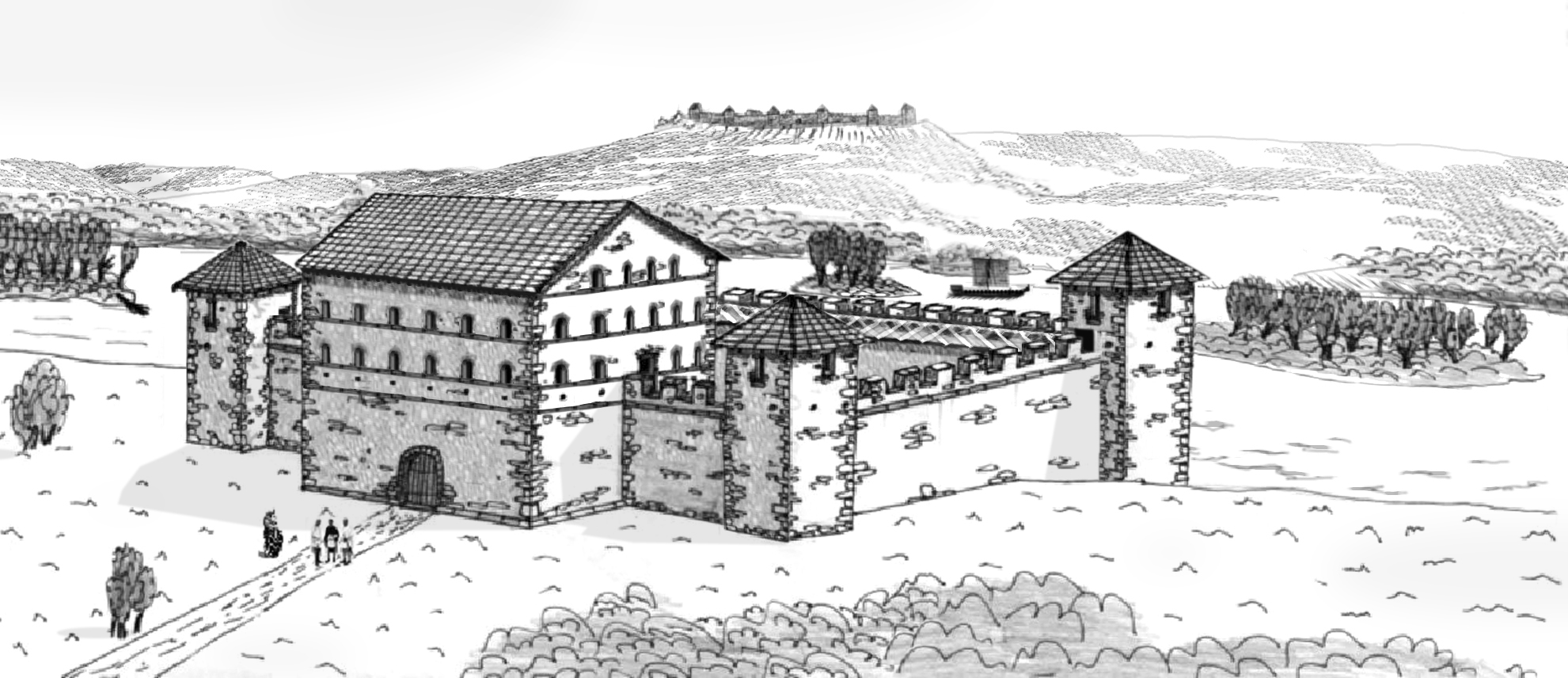
Nach Pusztai könnte der Burgus von Máriakálnok ähnlich wie der Burgus contra Florentiam ausgesehen haben.

Die von Pusztai ergrabenen Reste dreier römischer Mauersegmente waren zumindest teilweise bereits stark verlagert und standen nicht mehr an ihrem ursprünglichen Platz. Im Jahr 1937 wurde berichtet, dass die Donau bereits den größten Teil des Bauwerks fortgespült hatte. Lediglich der stärkste Turm – wohl das Kernwerk der Anlage – blieb erhalten und wurde von einer drei Meter starken Schicht aus Kies und Sand bedeckt. Offensichtlich hat sich der Flusslauf seit der Spätantike nach Westen verlagert, da sich die Baureste heute rund 150 Meter vom Ufer entfernt befinden. Ein Mauerstumpf war sieben Meter lang, 2,90 bis 3,30 Meter breit und noch 3,20 bis 3,50 Meter hoch. Parallel zu diesem und lediglich 0,35 Meter entfernt verlief ein weiterer, 0,80 Meter breiter und fünf Meter langer Mauerabschnitt. Von der Südostecke des längeren Mauerabschnitts zweigte eine dritte Mauer ab. Sie lag bereits unter Wasser und war noch vier Meter lang und 1,10 Meter breit erhalten. Unter Wasser zeigten sich 1970 weitere Mauerfundamente. Eine Interpretation der monumentalen Baureste ist schwierig. Für die Zeitstellung und Nutzung konnten jedoch Anhaltspunkte entdeckt werden. So fanden sich in den Fundamenten bei den Tauchgängen durch Szabó als Spolien wiederverwendete Grabsteine und für die spätrömische Zeit typisches Baumaterial. Er brachte außerdem vom Grund das Fragment einer Stele an die Oberfläche. Die besondere Mauerstärke weist auf eine militärische Anlage hin. Eine Hypothese spricht dafür, in den Bauresten einen spätantiken Ländeburgus zu sehen, der hier an der Kleinen Donau gestanden haben könnte. Pusztai ging davon aus, dass die rechteckige Anlage rund 130 bis 140 Meter umfasst haben könnte. An ihren Ecken könnten Türme gestanden haben, die ein Aufmaß von rund 6 × 5 Meter besaßen.

## Denkmalschutz
Die Denkmäler Ungarns sind nach dem Gesetz Nr. LXIV aus dem Jahr 2001 durch den Eintrag in das Denkmalregister unter Schutz gestellt. Die genannten römischen Bauten sowie alle anderen Limesanlagen gehören als archäologische Fundstätten nach § 3.1 zum national wertvollen Kulturgut. Alle Funde sind nach § 2.1 Staatseigentum, egal an welcher Stelle der Fundort liegt. Verstöße gegen die Ausfuhrregelungen gelten als Straftat bzw. Verbrechen und werden mit Freiheitsentzug von bis zu drei Jahren bestraft.